# Équale
Une équale ou aequale (de latin : voces aequales, voix ou parties égales) est un idiome musical (en). Il s'agit d'une pièce pour voix ou instruments égaux,. Au XVIIIe siècle, l'équale s'est imposée comme un terme générique pour des pièces courtes, avec des accords, destinées à des chœurs de trombones, généralement des quatuors ou des trios. Les instruments n'étaient pas nécessairement égaux en hauteur, mais formaient un consort fermé.

## Commémoration des défunts

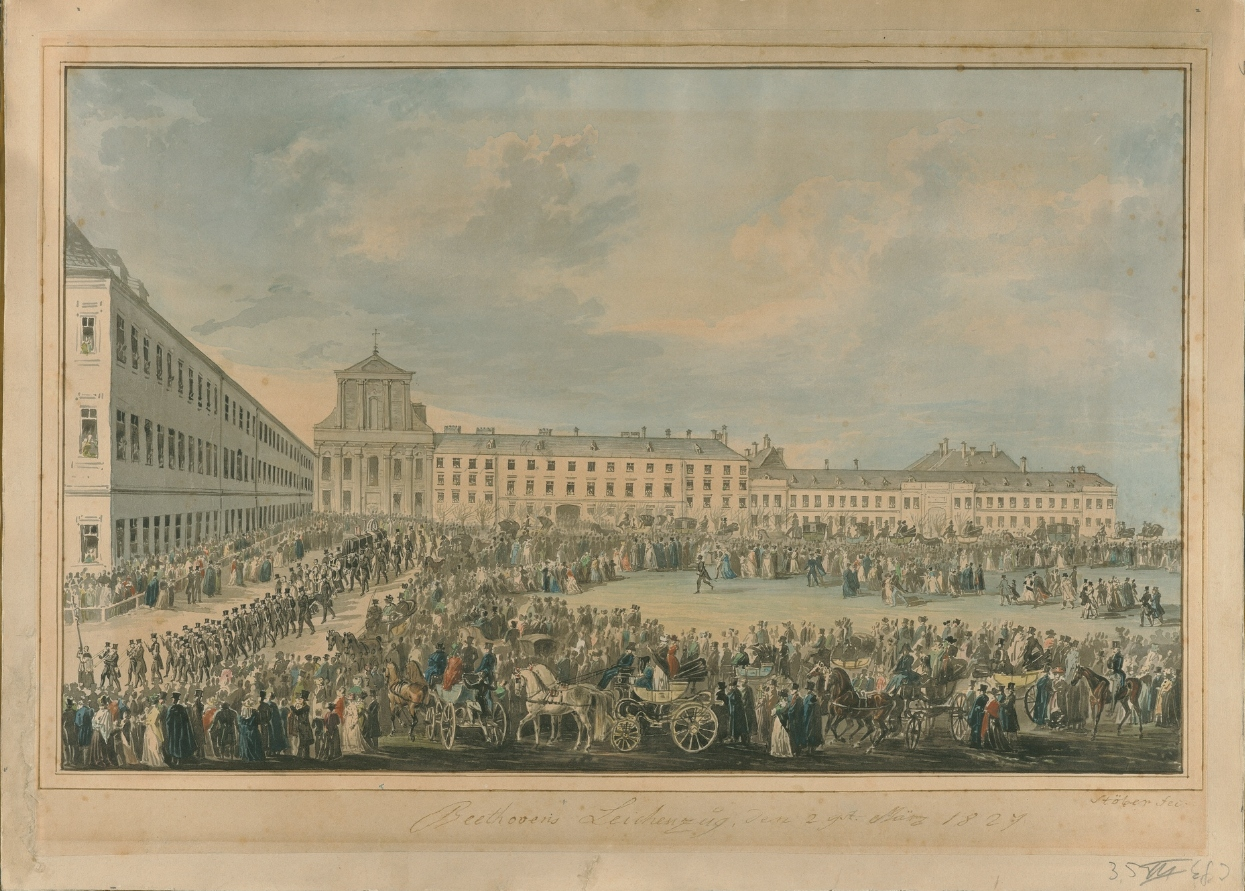
Le cortège funèbre de Beethoven, conduit par une croix processionnelle et quatre trombonistes et seize chanteurs interprétant l'arrangement vocal de son Equali par Seyfried.

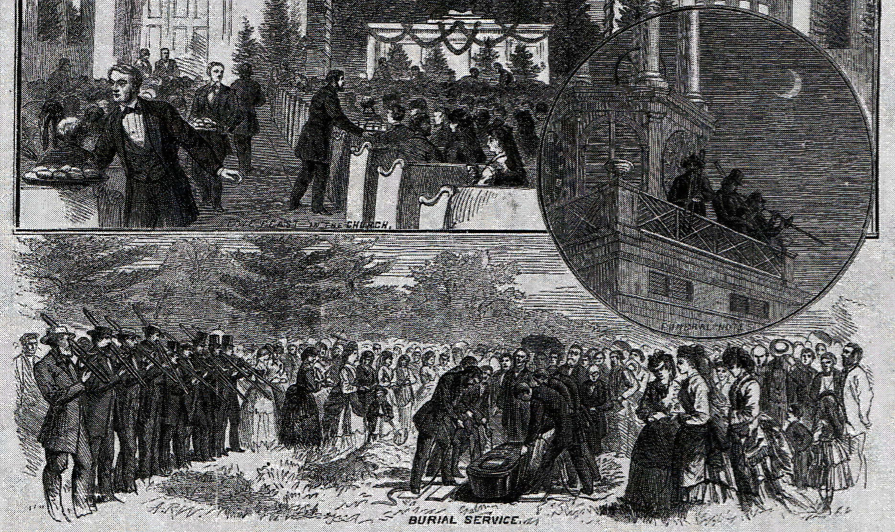
Trombones annonçant un décès depuis le clocher et jouant lors d'un enterrement morave à Bethlehem, Pennsylvania, 1874.

Les aequales étaient traditionnellement utilisées en Autriche pour commémorer les morts. Elles étaient jouées depuis les tours (en) le lendemain du jour de la Toussaint (Commémoration de tous les fidèles défunts, 2 novembre) et la veille au soir. Elles étaient également jouées lors des funérailles.
Bien que les aequales puissent être jouées par d'autres instruments, le son des trombones était considéré comme particulièrement solennel et noble. Les trombones avaient aussi acquis une signification religieuse avec la mort et l'au-delà (en) selon certaines traductions de la Bible. Enfin, le symbolisme théologique du trombone, représentant la présence divine, la voix des anges, et l'instrument du jugement, était ainsi souligné.

## Exemples
Les trois Equali pour quatre trombones de Ludwig van Beethoven (Drei Equale für vier Posaunen (en), WoO 30, voir la partition), écrits pour le maître de chapelle de la cathédrale de Linz, Franz Xaver Glöggl (en), et joués dans ce lieu le jour de la Toussaint (2 novembre), en 1812, sont des exemples notables du genre. Deux d'entre elles ont été jouées plus tard, avec l'ajout par Ignaz von Seyfried de paroles du Miserere pour chœur masculin, lors des funérailles de Beethoven en 1827. Elles ont également été jouées comme pièces instrumentales lors des funérailles de William Gladstone dans l'Abbaye de Westminster en 1898.
Les deux aequali en do mineur d'Anton Bruckner datent de 1847 et sont écrites pour trois trombones. Trois ans plus tôt, en 1844, le musicien d'église méconnu Wenzel Lambel (1788-1861) de Linz avait publié dix equali pour trois ou quatre trombones.
Alors que les pièces de Beethoven ont été écrites pour le maître de chapelle de la cathédrale de Linz, Franz Xaver Glöggl (qui est probablement à l'origine du terme "aequale" pour ce type d'œuvre), Bruckner a probablement écrit ses deux compositions à l'occasion des funérailles de sa grand-tante Rosalia Mayrhofer.
Stravinsky a composé In memoriam Dylan Thomas, une mise en musique du poème Do not go gentle into that good night, pour ténor, quatuor à cordes et quatre trombones, qui pourrait être un "écho" de la tradition.
Richard Barrett a composé une pièce de musique électronique intitulée equale en 2013, une composition collaborative avec Kees Tazelaar.

## Jeu d'orgue
Le terme équale est également utilisé spécifiquement pour un jeu d'orgue allemand  de la famille des principaux et signifie ici la tessiture de 8 pieds qui comprend l'étendue de la voix humaine.